# Theta Sagittae
Theta Sagittae (θ Sagittae, förkortat Theta Sge, θ Sge) som är stjärnans Bayerbeteckning, är en dubbelstjärna belägen i den nordöstra delen av stjärnbilden Pilen. Den har en skenbar magnitud på 6,48 och är svagt synlig för blotta ögat där ljusföroreningar ej förekommer. Baserat på parallaxmätning inom Hipparcosuppdraget på ca 22,2 mas, beräknas den befinna sig på ett avstånd av ca 147 ljusår (ca 45 parsek) från solen.

## Egenskaper
Primärstjärnan i Theta Sagittae är en gul till vit underjättestjärna av spektralklass F5 IV. Den har en massa som är omkring 50 procent större än solens massa och utsänder från dess fotosfär ca 4,3 gånger mer energi än solen vid en effektiv temperatur på ca 6 750 K. 
Den bildar en dubbelstjärna med en följeslagare av magnitud 8,85, separerad med 11,58 bågsekunder vid en positionsvinkel på 331,1°, år 2011.